# Onda andar
Onda andar (ry. Бесы) är en roman av Fjodor Dostojevskij, skriven 1872.
Det är en politisk roman som utgör ett vittnesbörd om det tsarryska samhället under slutet av 1800-talet. Romanen beskriver alla de politiska strömningar som florerade i landet under denna tid och döljer inte den avsmak författaren kände inför de nihilistiska politiska aktivister han kunde iaktta. Genom ett omfångsrikt persongalleri (bland andra Verchovenskij, Schatov, Stavrogin och Tichon) tecknar Dostojevskij en bild av det kommande politiska kaoset i Ryssland.

## Stavrogins brott
När Onda andar publicerades i en rysk tidskrift mellan åren 1871 och 1872 valde tidskriftsredaktören att utelämna tre kapitel. Detta beslut grundades på att de utelämnade kapitlen med all sannolikhet inte skulle godkännas av censuren och att de dessutom skulle "chockera läsekretsen". Kapitlen beskriver hur romanens huvudkaraktär Stavrogin går till en munk och bekänner ett övergrepp på en minderårig tjänsteflicka. De tre kapitlen blev tillgängliga för allmänheten först år 1921 och finns utgivna på svenska i textsamlingen Stavrogins brott och andra berättelser (ISBN 91-550-1807-6).